# Hit Mania Dance Estate 1999
Hit Mania Dance Estate 1999 è una raccolta su un unico CD/MC di 20 successi da ballare pubblicata su CD e MC durante l'estate del 1999 ed è ad oggi una delle edizioni di maggiore successo. Fa parte della collana Hit Mania ed è mixata dal DJ Mauro Miclini. La copertina è stata progettata da Gorial.

## Tracce
1. Prezioso feat. Marvin – Tell Me Why – 2:31
2. Miranda – Vamos a la playa – 2:42
3. Eiffel 65 – Blue (Da Ba Dee) – 3:14
4. Gigi D'Agostino – Tanzen – 3:12
5. WEB – Lovin' Times – 3:21
6. Bibi Schön – Ooh My Baby – 2:44
7. Run from Run DMC – Praise My DJ's (My Funny Valentine) – 2:44
8. Neja – The Game – 3:21
9. Kim Lucas – All I Really Want – 2:19
10. Captain Hook – Crazy Party – 2:51
11. Karen Ramírez – Lies – 3:37
12. Kamasutra – Where Is the Love – 3:10
13. Nerio's Dubwork meets Darryl Pandy – Sunshine & Happiness – 2:30
14. Paul Johnson – Get Get Down – 2:39
15. J.B. Sound – Oh Yea Baby – 2:18
16. Mimmo Amerelli – Alla Consolle – 2:39
17. The Soundlovers – Mirando el mar – 3:01
18. Enrique Iglesias – Bailamos – 3:24
19. Alex Britti – Mi piaci (Dance Remix) – 3:35
20. Piotta – Supercafone – 3:02